# Classe Luza
Le navi appartenenti alla classe Luza (progetto 1541 secondo la classificazione russa) sono state costruite tra il 1960 ed il 1962. Si tratta di petroliere speciali, progettate appositamente per il trasporto di carburante per missili.

## Unità in servizio
Questa classe di navi contava inizialmente una decina di unità, costruite presso il cantiere navale di Sredniy Neva. Oggi ne sopravvivono tre
Flotta del Pacifico:
- Alambay
- Barguzin

Flotta del Baltico:
- Selenga

Una quarta unità, la Don, in servizio nel Mar Nero, è stata posta in riserva nel 2005. Le Araguvy e Kana sono state radiate negli anni novanta, mentre altre tre (Oka, Sasima e Yenisey) nel corso degli anni ottanta.